# 항공기 동호인
항공기 동호인은 항공기를 포함한 비행기에 대해 관심과 열정이 많고 좋아하는 사람들을 가르키는 단어이다. 항공기 동호인들끼리 모여서 다음이나 네이버와 같은 포털 사이트들에 카페를 만들기도 한다. 항덕, 항공기 매니아, 항공기 팬, 항공기 애호가, 항공기 동아리 등으로 부르기도 한다.

## 항공기 동호인의 분류
항공기 동호인에는 다음과 같은 분류가 있다.

### 사진 및 동영상 촬영
항공기에 대한 사진과 동영상을 주로 촬영하는 사람들이다.

### 모형 수집
항공기에 대한 모형을 수집하거나 만드는 사람들이다.

### 항공기 보존
수명이 다되어 현역에서 퇴역한 항공기들을 모아서 보존하는 사람들이다.

### 항공기 여행
항공기로 여행하는 것을 즐기는 사람들이다.

## 같이 보기
- 항공기
- 비행기
- 여객기
- 화물기